# بان زلان بالا (مقاطعة دالاهو)
بان زلان بالا (بالفارسية: بان زلان بالا) هي قرية تقع في كرمانشاه في إيران. يقدر عدد سكانها بـ 133 نسمة بحسب إحصاء 2016.